# Musée du Septennat (François Mitterrand)
Pour les articles homonymes, voir Musée du Septennat et Mitterrand (homonymie).
Le musée du Septennat est un musée départemental labellisé « Musée de France », situé à Château-Chinon, dans le département de la Nièvre en Bourgogne.
Il rassemble une collection de cadeaux offerts à François Mitterrand, à titre officiel ou personnel, durant ses deux mandats de président de la République française de 1981 à 1995.

## Historique

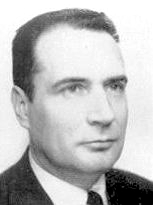
François Mitterrand en 1959.

François Mitterrand, originaire de Jarnac, s’est implanté politiquement dans le département de la Nièvre en 1946. Cette année-là, il cherchait à devenir député ; après un échec dans le département de la Seine, il s'est présenté dans la Nièvre, où il a été élu député. Il est devenu maire de Château-Chinon en 1959 et a conservé ces fonctions jusqu'en 1981. Il est resté attaché à sa ville et à son département d'adoption, et a déclaré en 1995 : « la Nièvre est le pays de ma vie ». Ce lien est expliqué à l'espace François-Mitterrand.

## Musée
Le musée est créé en 1986, au cours du premier mandat présidentiel de François Mitterrand, à Château-Chinon, au pied du Calvaire, la colline sur le flanc de laquelle la ville est bâtie. Il est installé dans l'ancien couvent Sainte-Claire du XVIIIe siècle, à côté du musée du Costume et des Arts et Traditions populaires du Morvan, proche de l'hôtel Au Vieux Morvan, à quelques kilomètres de l'espace François-Mitterrand.
Après la réélection de François Mitterrand en 1988, un nouveau bâtiment est construit, relié au premier par une salle souterraine, pour accueillir les cadeaux reçus par le président durant son second septennat. Le nom de l'établissement est cependant resté « musée du Septennat », au singulier.
En septembre 2019, le musée ferme pour d'importants travaux de modernisation, qui concernent également le Musée du Costume. Les deux entités doivent être réunies au sein d'une nouvelle « cité muséale », désormais nommée « cité des Présents » et dont la réouverture est prévue pour le printemps 2024,,. Celle-ci est repoussée au printemps 2025 en raison de moisissures.

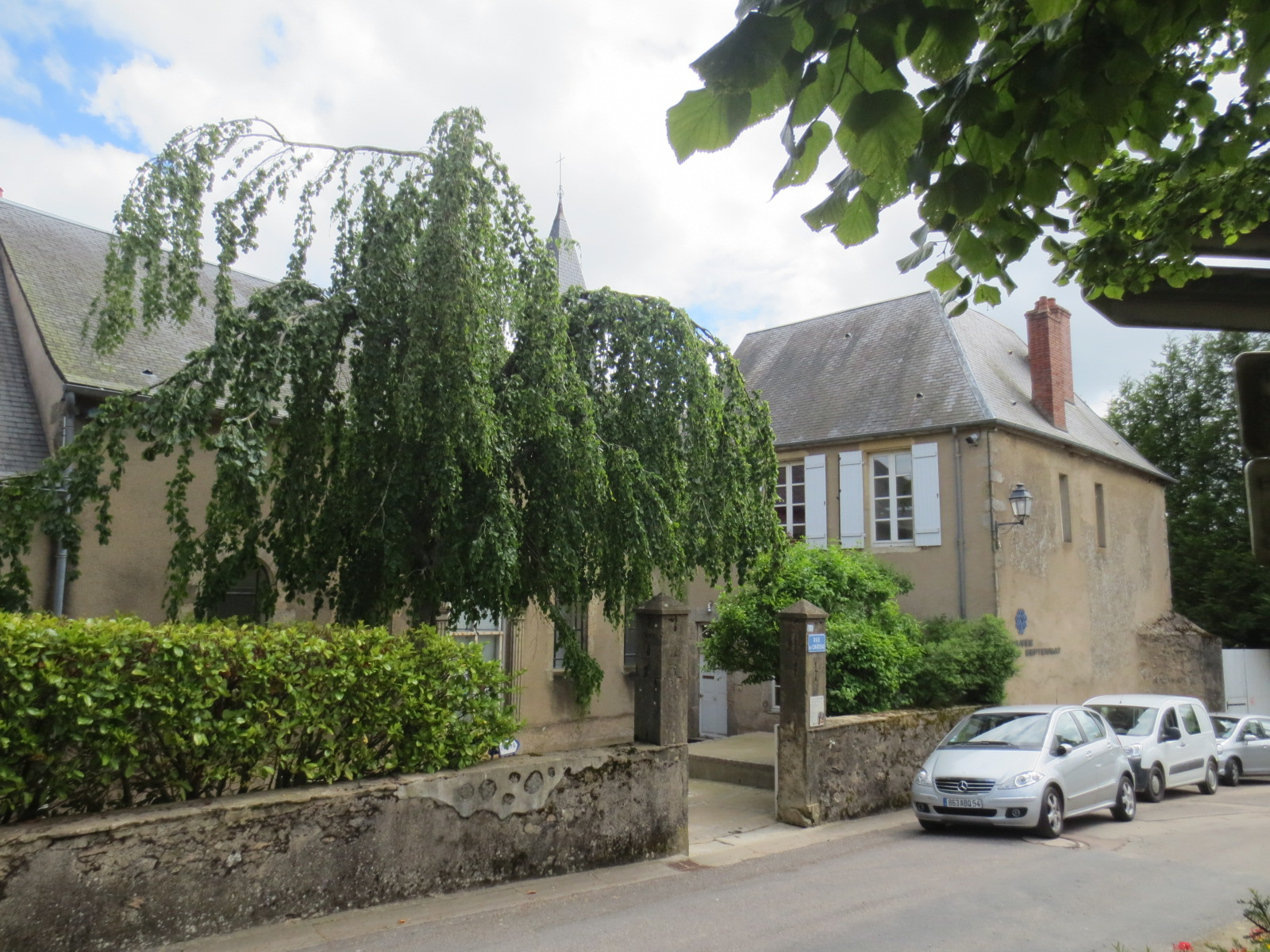
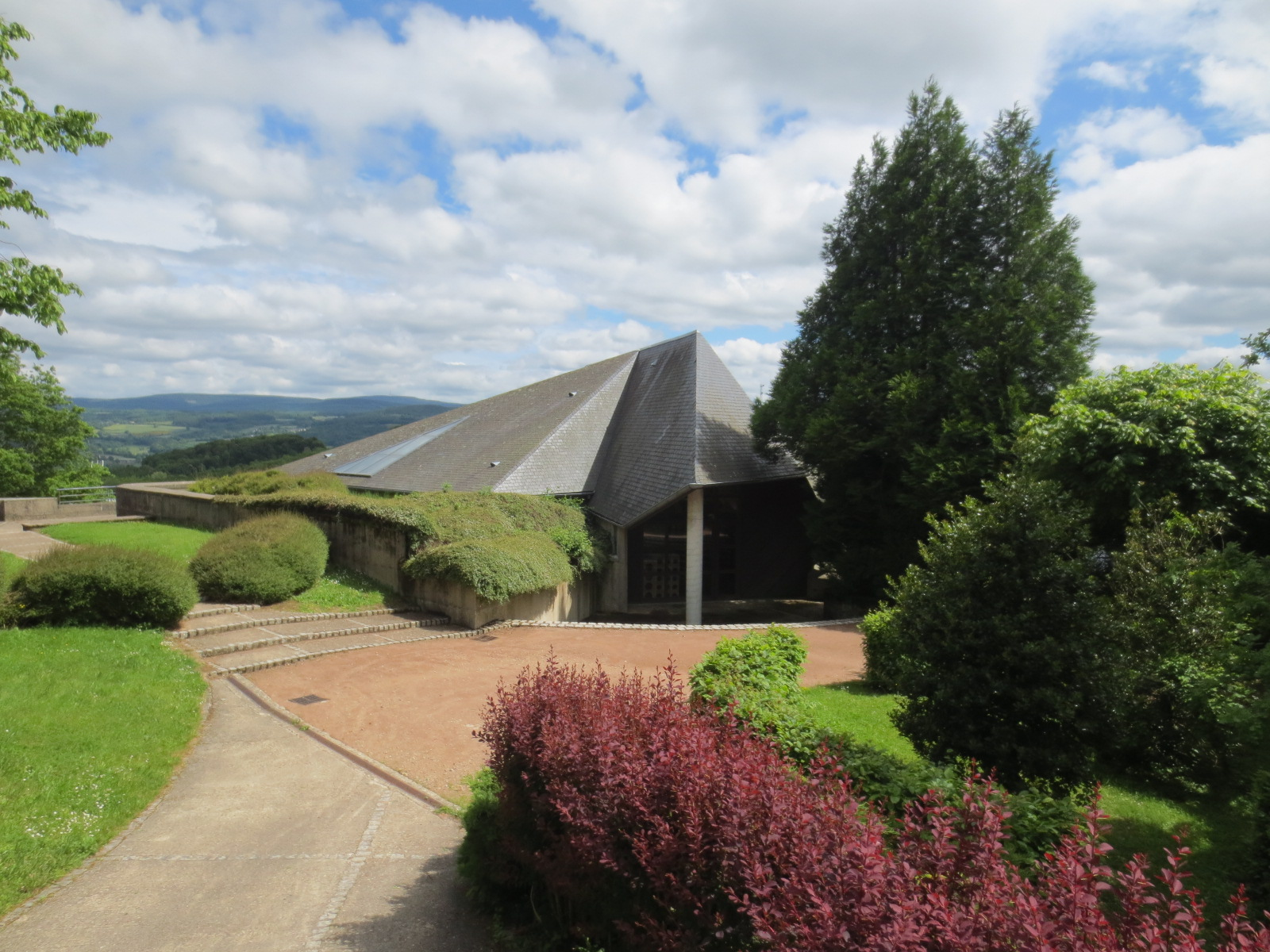
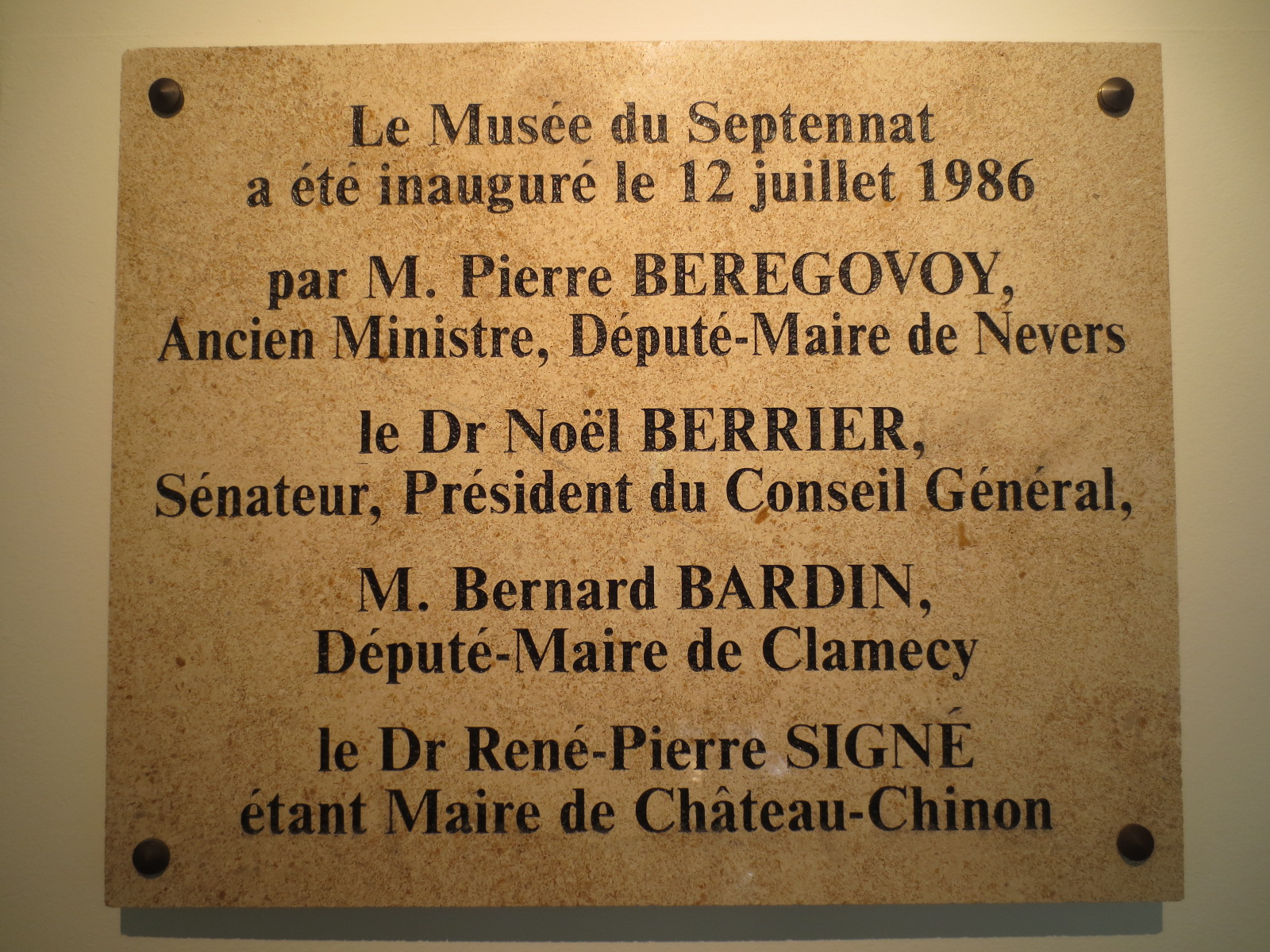
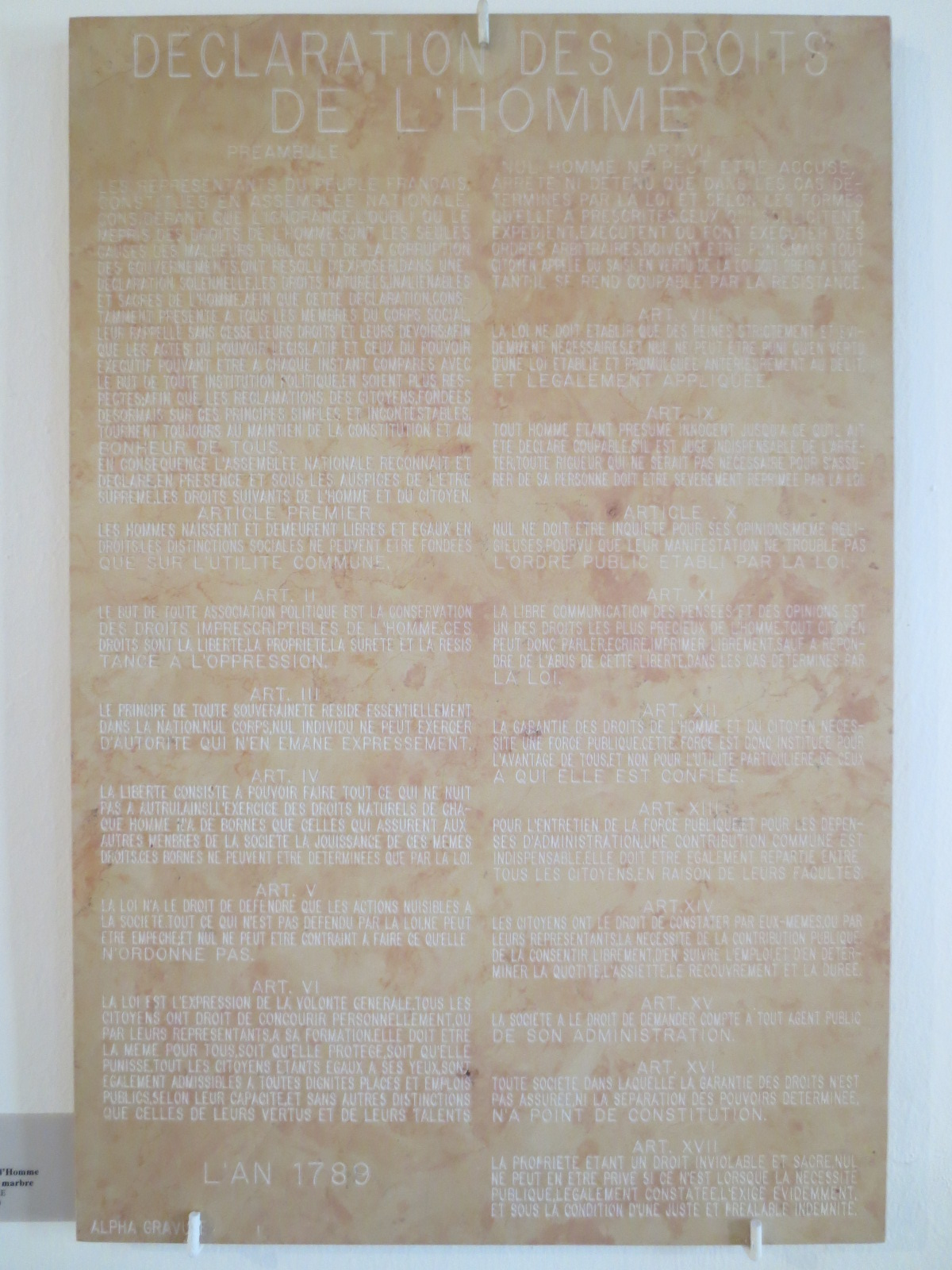

## Collections
Tous les objets exposés dans ce musée sont des dons de François Mitterrand au conseil général de la Nièvre. Ces différents cadeaux ont des origines diverses et proviennent des quatre coins du monde :
- objets offerts lors de rencontres officielles par des représentants étrangers comme des chefs d'État ou des diplomates,
- cadeaux donnés par des collectivités ou institutions publiques françaises,
- présents provenant de simples particuliers.

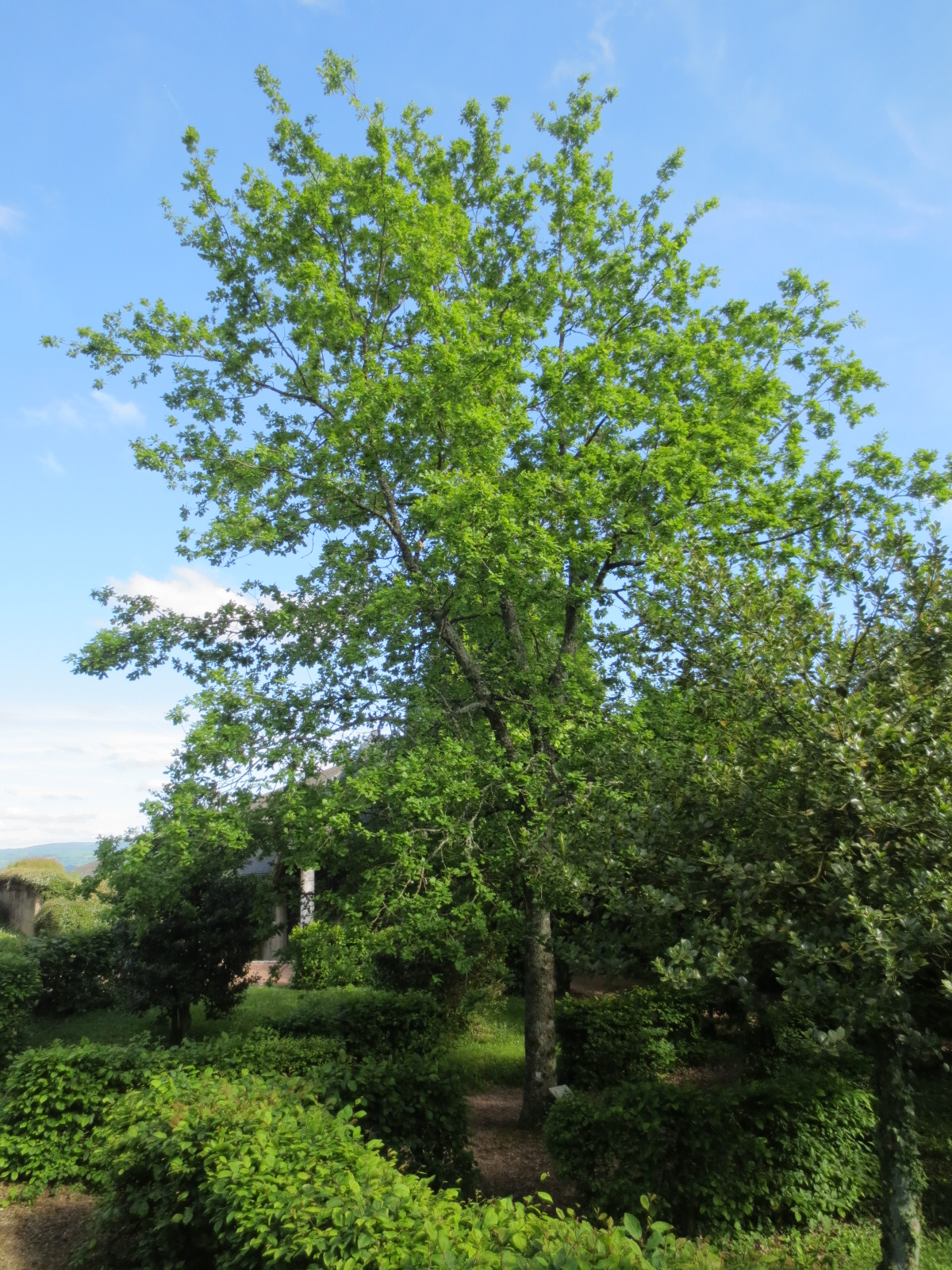
Le chêne du jardin du musée en 2013, offert en 1984 par la reine Élisabeth II pour les 68 ans du président, et planté par ce dernier.

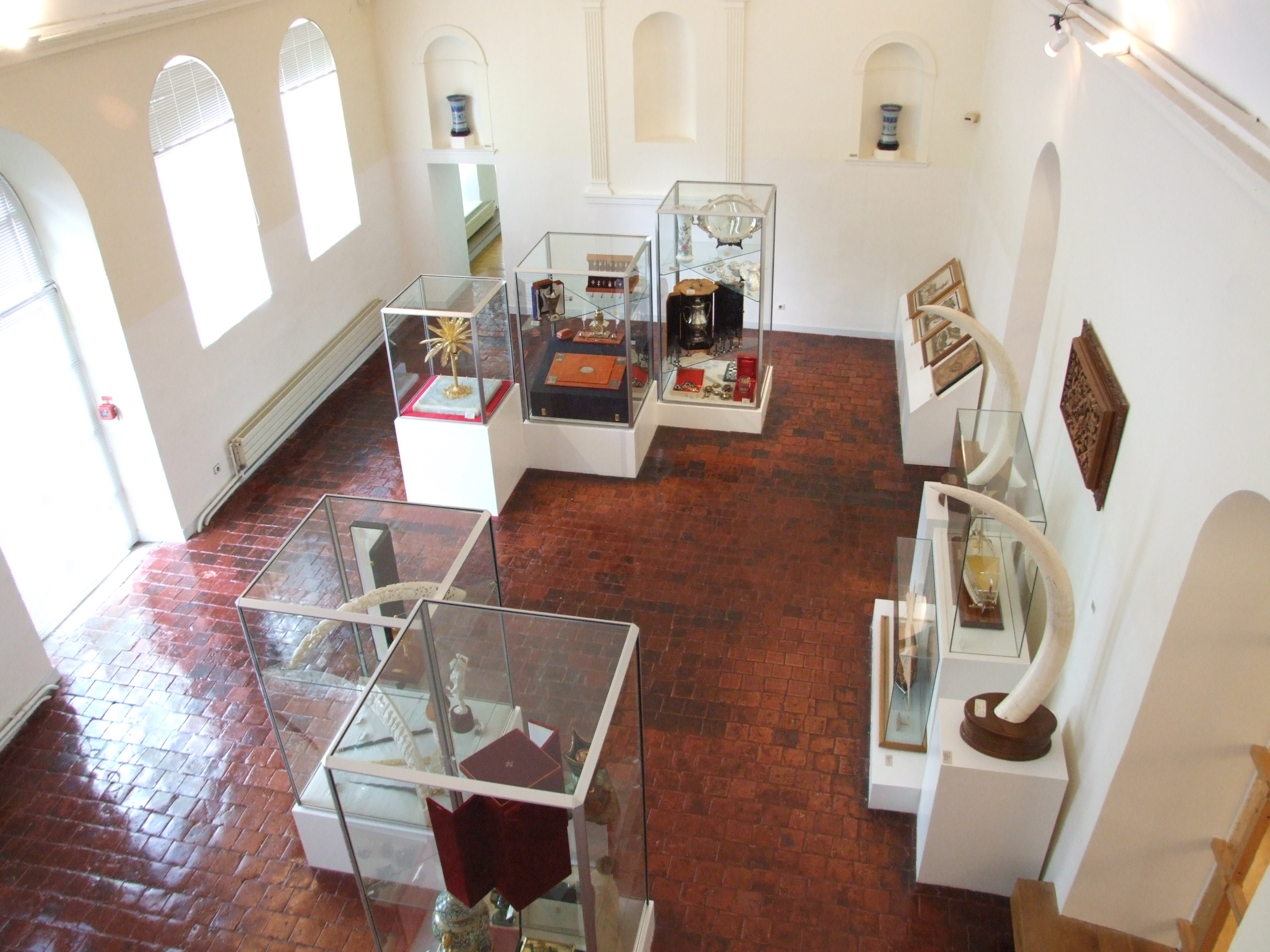
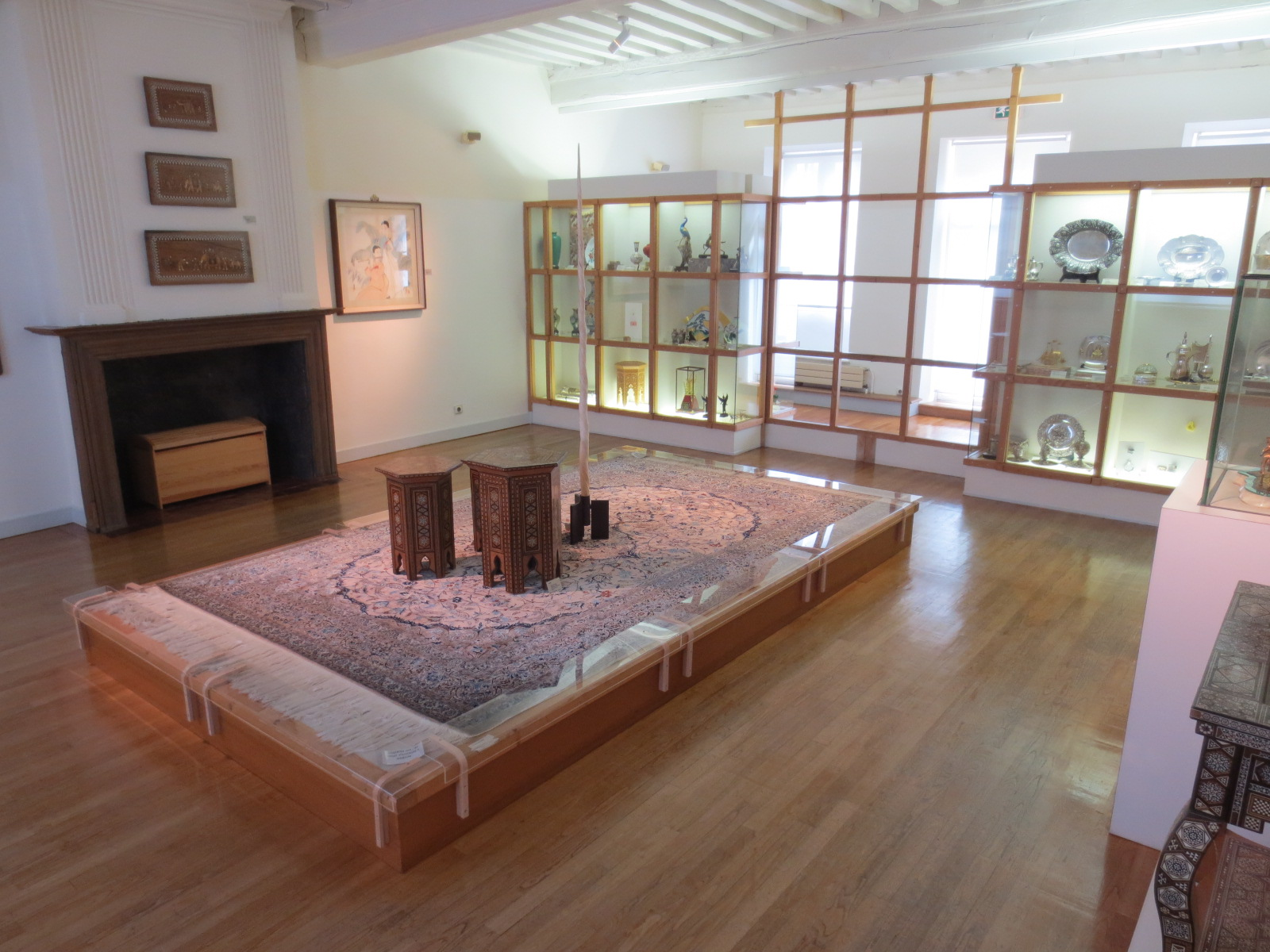
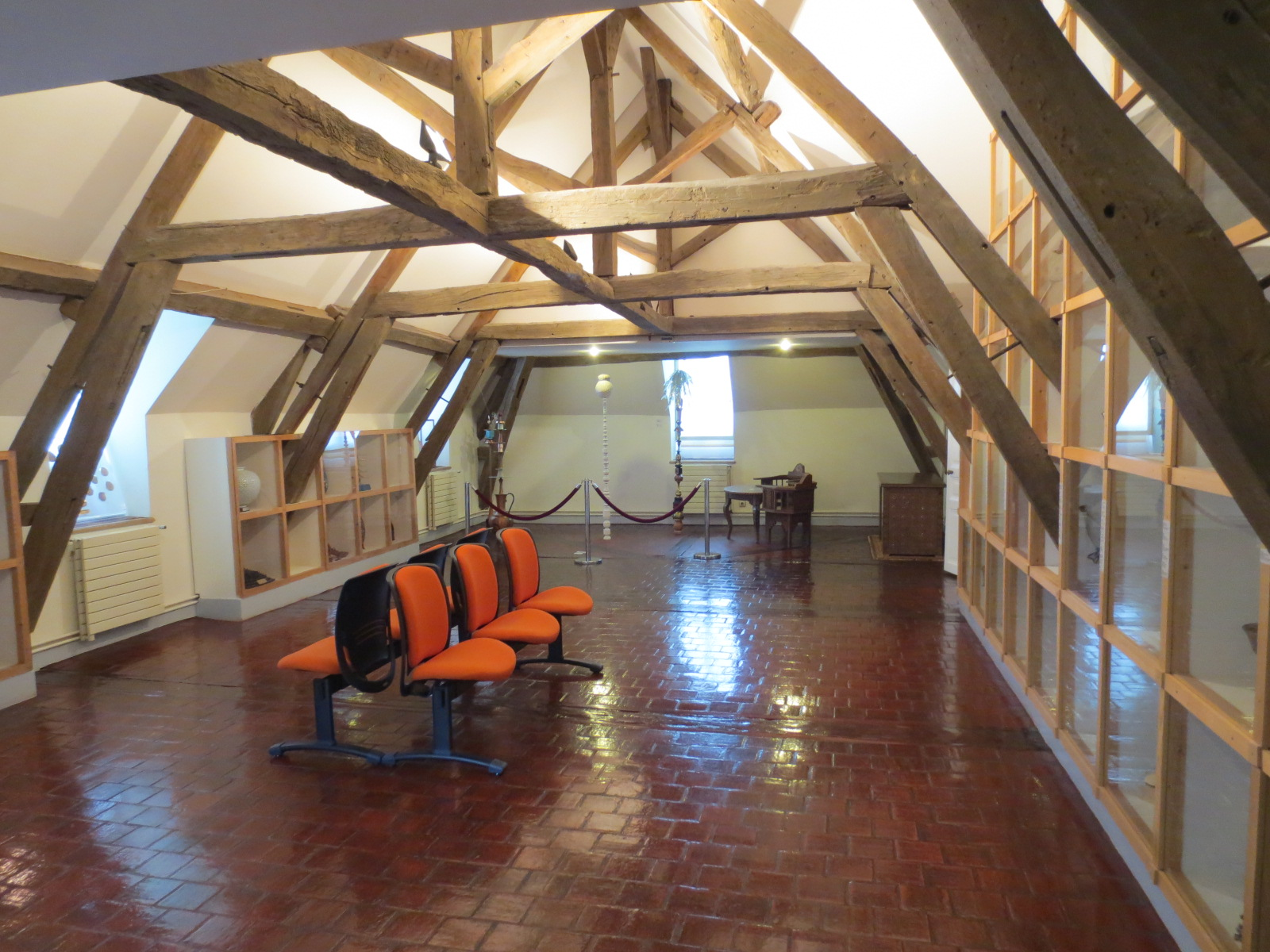

Les cadeaux des chefs d'État sont souvent des objets d'art de grand luxe, issus de manufactures réputées avec pour thèmes : 
- archéologie
- artisanat d'art
- céramiques et verreries,
- argenterie et orfèvrerie,
- tapisseries, dessins, gravures et tableaux,
- meubles,
- décorations et médailles.

Le musée expose également de nombreuses photographies illustrant de nombreux voyages et cérémonies officiels du président François Mitterrand.
Deux autres établissements de la Nièvre conservent des cadeaux de François Mitterrand. Le président a offert en 1990 à la médiathèque Jean-Jaurès de Nevers plus de vingt-deux mille livres. Il a aussi donné en 1994 au musée d'Art et d'Histoire Romain Rolland de Clamecy une collection de peintures, aquarelles, gravures et dessins reçus pendant ses mandats. Par ailleurs, une quatrième et dernière donation de cadeaux a été faite par le président à sa ville natale de Jarnac, exposée là-bas depuis 1995 dans le musée François-Mitterrand.

## Fréquentation
| Année | Entrées gratuites | Entrées payantes | Total  |
| ----- | ----------------- | ---------------- | ------ |
| 2001  | 2 522             | 24 390           | 26 912 |
| 2002  | 3 246             | 23 043           | 26 289 |
| 2003  | 2 526             | 20 573           | 23 099 |
| 2004  | 2 765             | 20 598           | 23 363 |
| 2005  | 3 958             | 16 481           | 20 439 |
| 2006  | 3 441             | 17 759           | 21 200 |
| 2007  | 2 608             | 17 231           | 19 839 |
| 2008  | 2 258             | 14 433           | 16 691 |
| 2009  | 2 447             | 12 530           | 14 977 |
| 2010  | 3 459             | 11 939           | 15 398 |
| 2011  | 4 189             | 12 113           | 16 302 |
| 2012  | 3 783             | 10 970           | 14 753 |
| 2013  | 3 469             | 9 344            | 12 813 |
| 2014  | 2 282             | 8 538            | 10 820 |
| 2015  | 1 778             | 7 762            | 9 540  |
| 2016  | 2 339             | 6 967            | 9 306  |
| 2017  | 1 758             | 7 109            | 8 867  |
| 2018  | 1 633             | 6 963            | 8 596  |
| 2019  | 1 229             | 5 241            | 6 470  |

## Quelques cadeaux

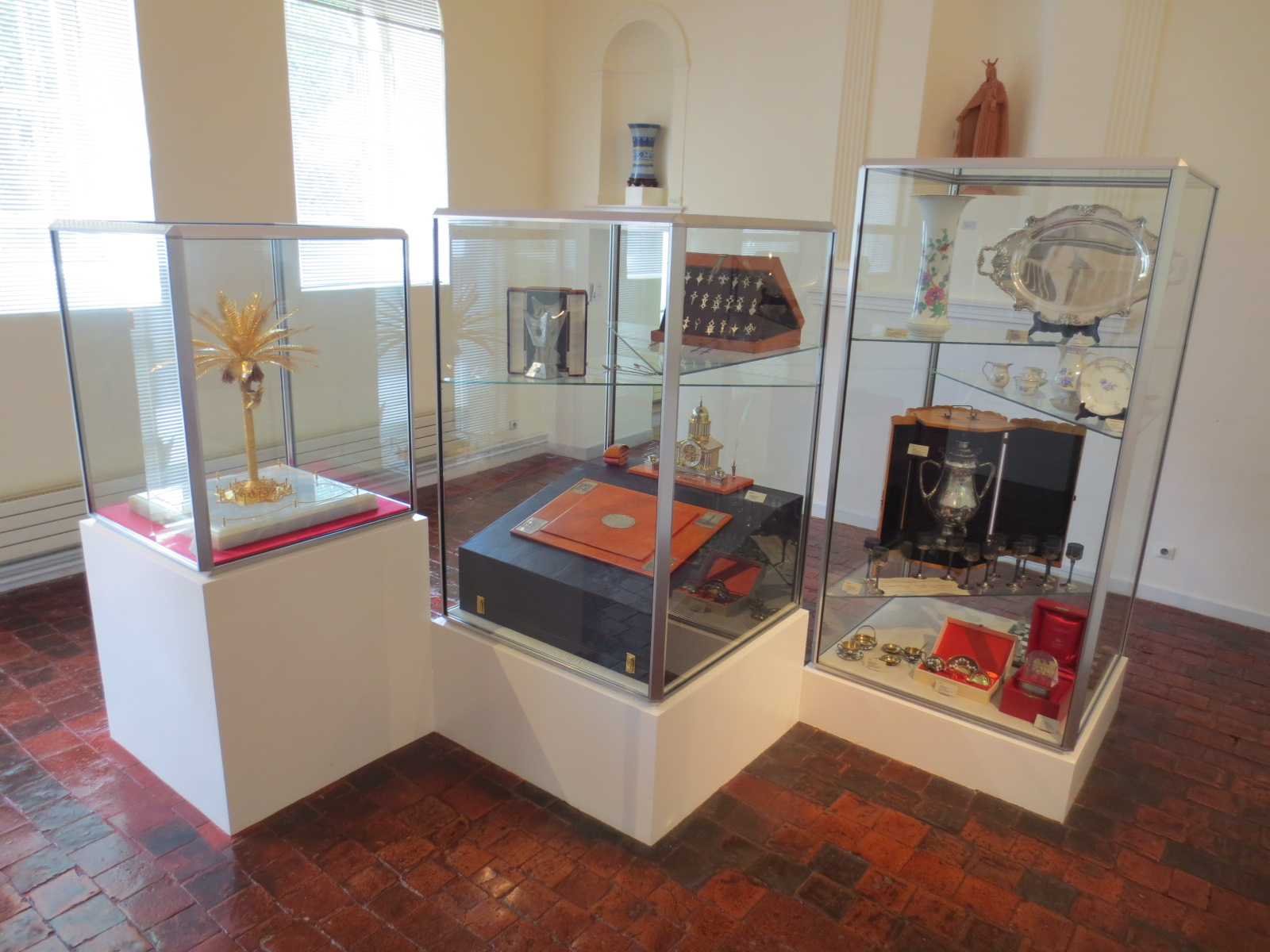
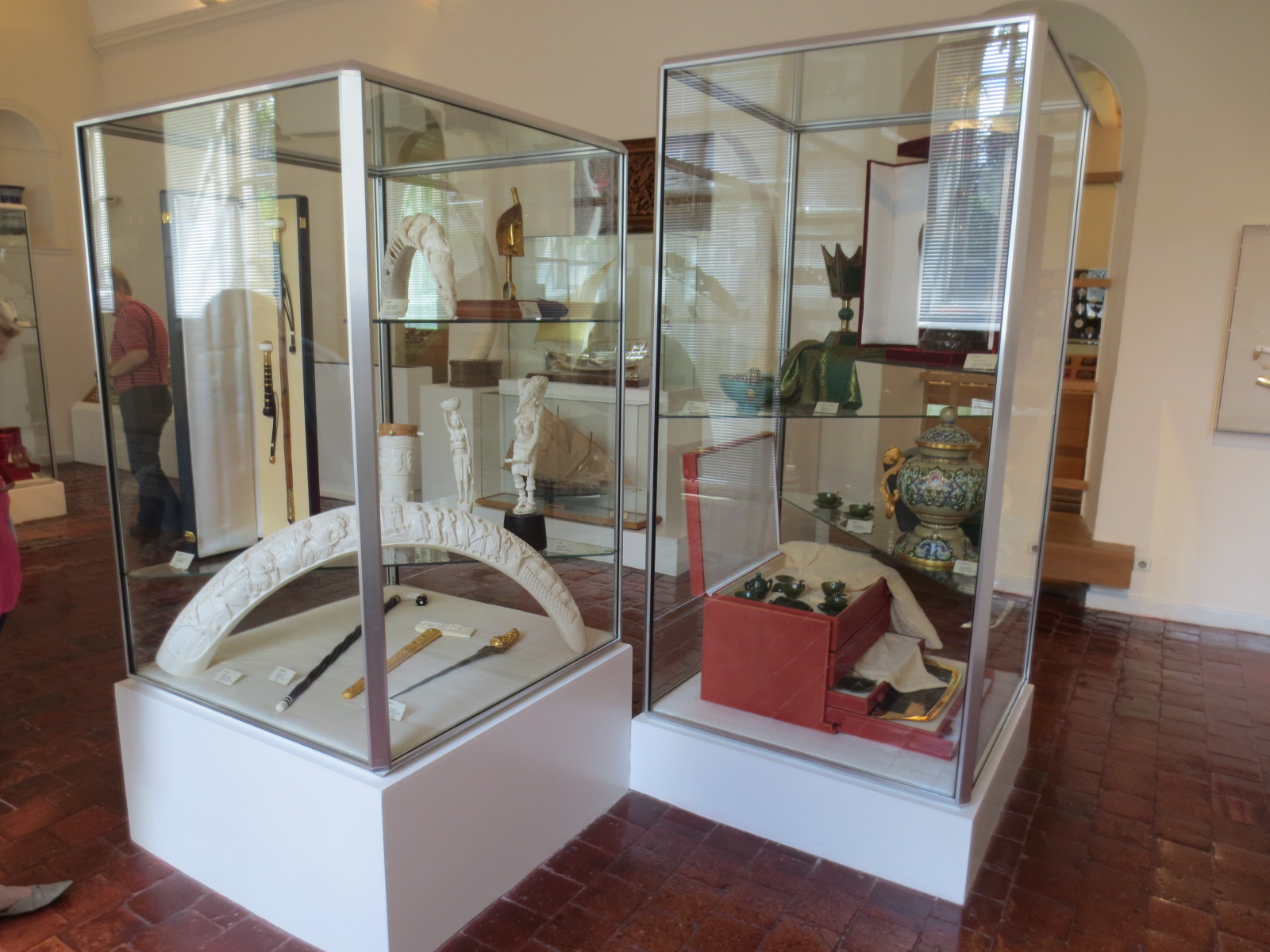
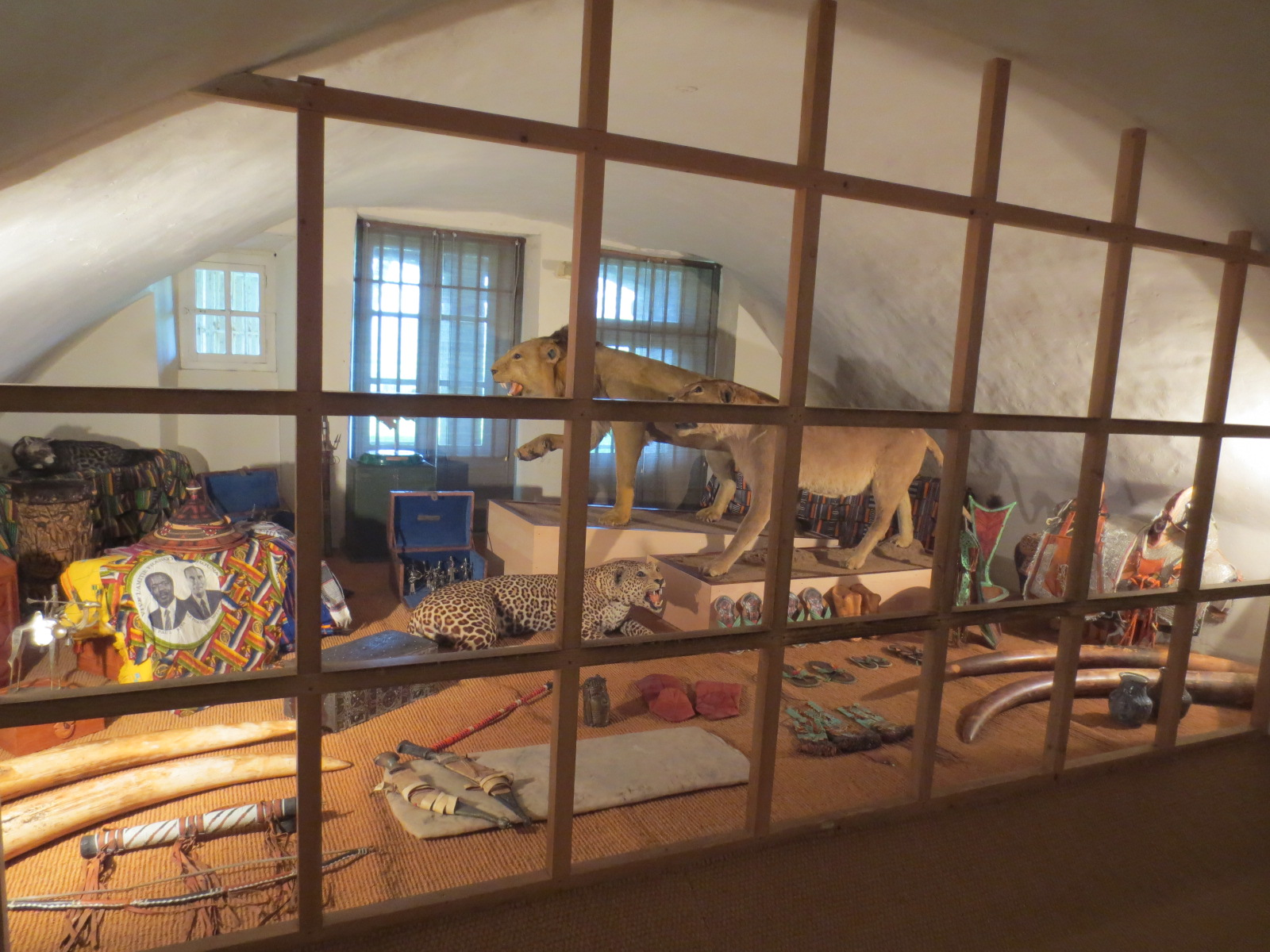
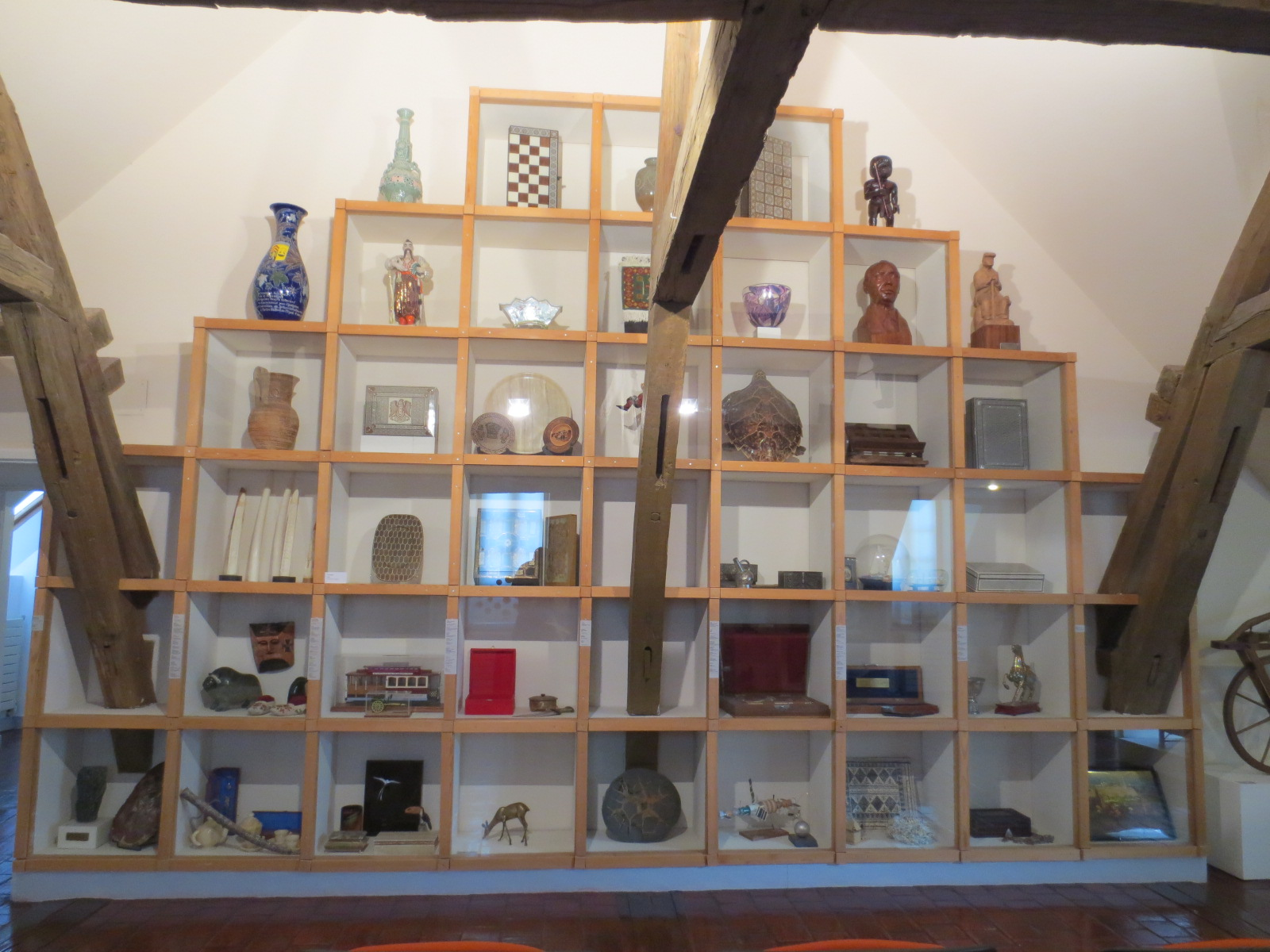
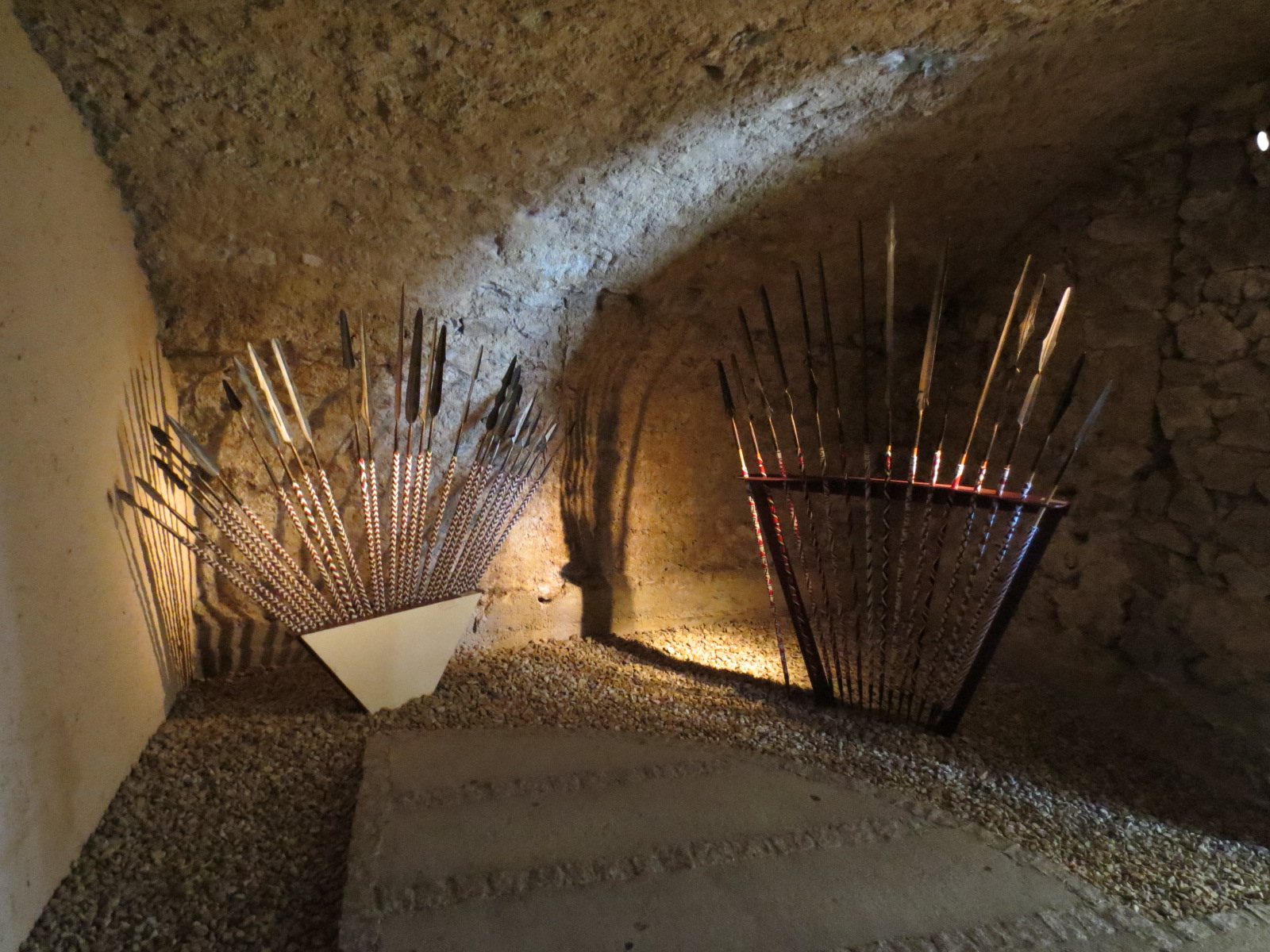
Lances-javelots en métal forgé et perles, offerts par le président du Burundi Jean-Baptiste Bagaza.
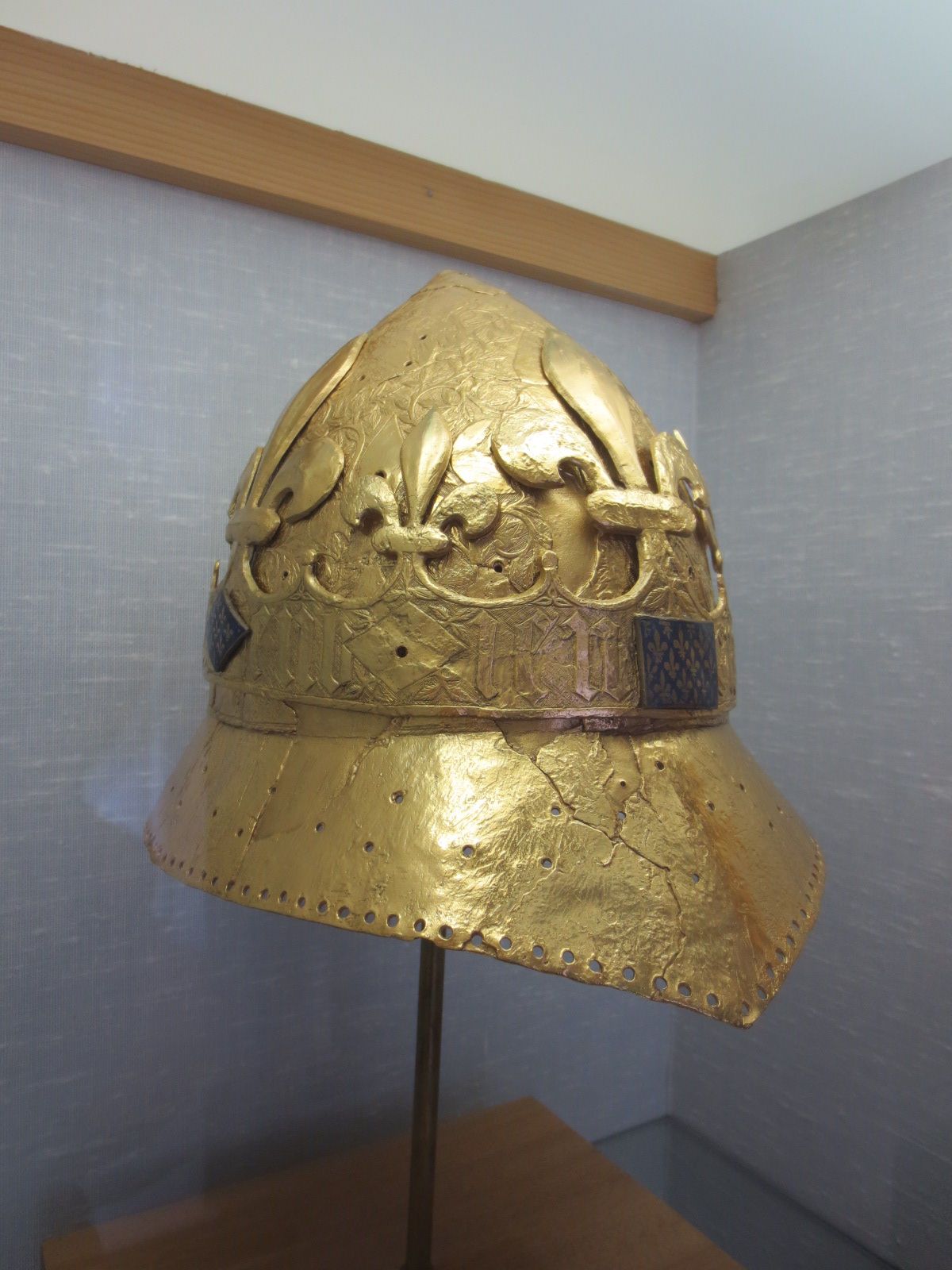
Reproduction du casque du roi Charles VI de France offerte par le président du Grand Louvre de Paris Pierre-Yves Ligen.
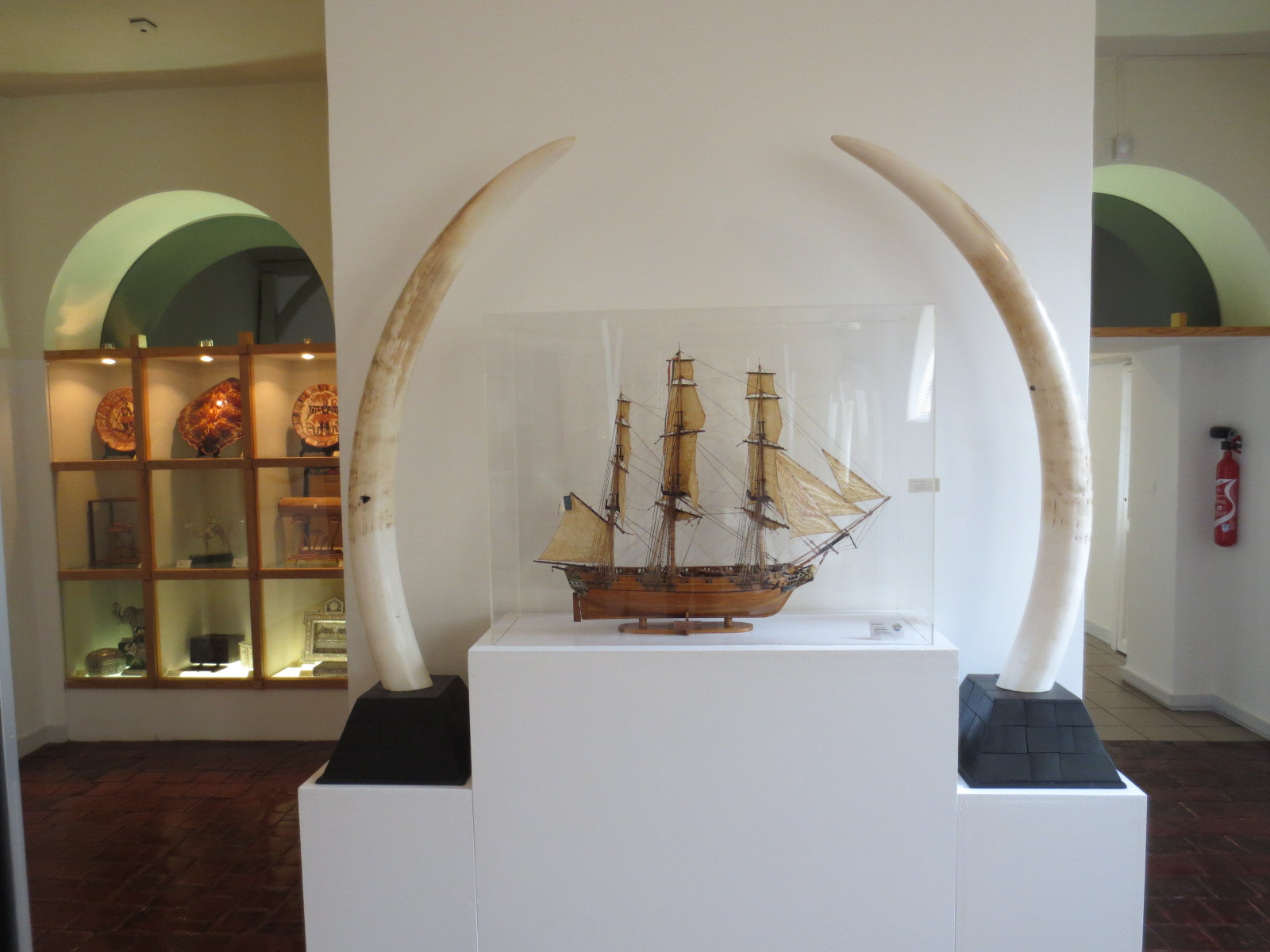
Paire de défenses d'éléphant offerte par le président de Centrafrique et maquette de L'Astrolabe (1811) offerte par le président des Seychelles.